# Ван Ганди, Стэн
Стэнли «Стэн» Алан Ван Ганди (англ. Stanley Alan "Stan" Van Gundy, род. 26 августа 1959 года) — американский баскетбольный тренер, в последнее время работавший главным тренером и генеральным менеджером клуба Национальной баскетбольной ассоциации «Детройт Пистонс». С 1981 по 1995 год работал тренером студенческих баскетбольных команд, после чего стал работать в НБА. Проработав до 2003 года ассистентом главного тренера «Майами Хит», он в 2003 году занял место Пэта Райли и занимал должность главного тренера до 2005 года. С 2007 по 2012 год возглавлял «Орландо Мэджик», а в 2014 года стал главным тренером «Пистонс». Брат Стэна, Джефф Ван Ганди, раньше работал главным тренером «Нью-Йорк Никс» и «Хьюстон Рокетс».

## Ранние годы
Стэн Ван Ганди родился в городе Индио на юге штата Калифорния. Вскоре после его рождения семья переехала в область залива Сан-Франциско. Ван Ганди учился в старшей школе Альгамбра в городе Мартинес и был звездой школьной команды по баскетболу, играл на позиции защитника. После окончания школы он поступил в Университет штата Нью-Йорк в Брокпорте, где играл за университетскую баскетбольную команду, которую тренировал его отец, Билл Ван Ганди. Стэн окончил университет в 1981 году с двумя дипломами бакалавра — английского языка и физического воспитания.

## Работа в НБА
21 мая 2012 года Ван Ганди был уволен с поста главного тренера несмотря на то, что во всех пяти сезонах, что он тренировал команду, «Мэджик» выходили в плей-офф. Перед тем, как его уволили, Ван Ганди рассказал журналистам, что знал о том, что Дуайт Ховард хотел, чтобы его уволили. И руководство клуба, желая оставить своего звёздного центрового в команде, не захотело рисковать и уволило Ван Ганди.
14 мая 2014 года Ван Ганди стал новым главным тренером и генеральным менеджером «Детройт Пистонс», заменив на этом посту исполняющего обязанности главного тренера Джона Лойера. 9 февраля 2015 года Ван Ганди стал 43-м тренером в истории 400 побед.
7 мая 2018 года Стэн Ван Ганди был уволен с должности главного тренера и президента по баскетбольным операциям «Пистонс».
22 октября 2020 года Стэн Ван Ганди был назначен тренером «Нью-Орлеан Пеликанс» после увольнения Элвина Джентри. Ван Ганди и «Пеликанс» расторгли контракт 16 июня 2021 года.

## Личная жизнь
Ван Ганди родился в Индио, штат Калифорния. Он вырос в семье баскетбольного тренера Билла Ван Ганди, бывшего главного тренера Брокпортского государственного университета в Западном Нью-Йорке. Его младший брат Джефф Ван Ганди также тренировал две команды в НБА. После того как Джефф стал членом команды комментаторов NBA на ABC, он был аналитиком во время Финала НБА 2009 года, когда Стэн тренировал «Орландо Мэджик». Стэн Ван Ганди вернулся к роли аналитика в сентябре 2018 года, сотрудничая с ESPN (SVG Wednesday на The Dan Le Batard Show with Stugotz). Ван Ганди покинул ESPN в 2019 году, чтобы работать на Turner Sports. Он покинул Turner после одного сезона, чтобы стать главным тренером «Нью-Орлеан Пеликанс», но через год вернулся в Turner после расставания с «Пеликанс». Он также преподает курс спортивного бизнеса в Стетсонском университете.
У Ван Ганди четверо детей от его покойной жены Ким, которая скоропостижно скончалась в августе 2023 года. Они были женаты 25 лет. В одном из подкастов он рассказал, что Ким умерла в результате самоубийства.
29 апреля 2025 года Amazon наняла Стэна Ван Ганди на должность комментатора-эксперта.